# Бранислав Милтојевић
Бранислав Милтојевић  (Млачиште, 29. новембар 1956) српски је филмски и стрип критичар и публициста.

## Биографија
Бранислав Милтојевић рођен је у црнотравском селу Млачишту у време док је његов отац, грађевински пословођа, трасирао и градио путеве у ужичком крају. Неколико месеци по рођењу, са родитељима, креће у печалбарску одисеју по градилиштима широм Србије, Бајиној Башти, Пећи, Звонцу, Кални и Островици да би се 1961. год. населили у Нишу. У Нишу завршава основну школу и Гимназију „Светозар Марковић“. Као средњошколац прва практична синеастичка искуства стиче у КФК „Филм новости“. Реализује неколико експерименталних, аматерских филмова. У међувремену, дипломира на Факултету политичких наука у Београду. Као студент новинске текстове објављује у омладинској штампи. Прву критику филма „Ко сте ви Фантоци“ Лучиана Салчеа публикује августа 1978. године у Народним новинама. Почетком осамдесетих постаје спољни сарадник Редакције културе Радио Ниша а 1985. године заснива стални радни однос са овом медијском кућом. Марта 1988. из Радио Ниша прелази у Народне новине, а јануара 1997.  након доласка опозиције на власт у овом граду, изабран је за в. д. главног и одговорног уредника. После непуна четри месеца повлачи се са те дужности и бива пребачен на место одговорног уредника ревије „Риболовац“. Када је враћен у Редакцију дневног листа, све до његове приватизације 2008, поред три недељне колумне “ТВ екран“, „Водимо вас у биоскоп“ и „Медијске паралеле“, обављао је различите уредничке послове. Убрзо, директор РТВ „Belle Amie“, нови власник новина, због синдикалне активности, пребацује га за дописника у Белу Паланку. Крајем 2009. године добија отказ и остаје без сталног посла.

## Награде
- Награда за експериментални аматерски филм „Моје поставке се разјашњавају на тај начин што онај ко ме схвата – најзад призна за бесмислене“, Меѓуклупски фестивал на аматерскиот филм на Југославија – ФЕСТАМ ’78, Скопље, април 1978.
- Награда Жирија слушалаца, документарана емисија „Тамо где је велики лав“, Фестивал удружених радио станица Србије, Смедерево, 4-6. новембар 1987.
- Најбоље појединачно издање „Антологији нишког стрипа“, Сајам књига у Нишу, 2004.
- Награда Отисак за естетски третман књиге стрипа „Катил“, Балканска смотра младих стрип аутора, Лесковац, 2021.
- Меморијална плакета Никола Митровић Кокан, за допринос развоју српског стрипа, Балканска смотра младих стрип аутора, Лесковац, 2021.
- Награда "Славиша Николин Живковић",  нишког Друштва књижевника и  града Ниша за рукопис романа Депјесаж, на конкурсу за најбољи необјављени књижевни рукопис написан на српском језику 2023. године. [1]

## Дела
- Глумци за сва времена, заједно са Слободаном Крстићем, интервјуи, СКЦ, Ниш,  1990.
- Рани радови Желимира Жилника, монографија, Сириус, Ниш, 1992.
- Ниш кроз филм и камеру  - Свеска 1: Повратак у биоскопску будућност , монографија, Нишфилм и СО Ниш, 1994.
- Трагови у плавој иловачи, зборник, Дом, Ниш, 1994.
- Више од фестивала – 30 година Филмских сусрета, монографија, Дирекција за јавне градске манифестације Ниш и ЈНИП Народне новине, 1995.
- Крупни план, зборник, ЈП НИРТВ Инфо, Ниш, 1999.
- Проклетници рата или о фикцијском ескапизму холивудског ратног филма (део преведен на словеначки језик), студија, НКЦ, Ниш, 2003.
- Антологија нишког стрипа, Просвета, Ниш, 2004.
- У пауковој мрежи, студија, Народна књига – Алфа, Београд, 2006.
- Катил, заједно са Ивицом Стевановићем, графички роман, Еверест медија, Београд, 2007.
- Целулоидни залогаји Бојана Јовановића, монографија, АФЦ ДК Студентски град, Београд, 2008.
- Подељен екран, студија, Филмски центар Србије, Београд, 2011.
- Дигитални стрип, студија, Комико, Нови Сад, 2013.
- Нишки филмски лексикон, НКЦ, Ниш, 2015.
- Пионири филма и фотографије југа Србије, монографија, МедивестКТ, Ниш, 2020.
- Филмови без филма, избор текстова, НКЦ, 2020.

## Темати у часописима
- Крупни план, заједно са Николом Стојановићем, Синеаст, Сарајево, бр. 75, 1988.
- Перестројка у совјетској кинематографији, Градина, Ниш, бр. 1, 1988.
- Андерграунд стрип: Меид ин Америка, Градина, Ниш, бр. 7-8, 1989.
- Филм као филм, Градина, Ниш, бр.1, 1991.
- Марвел стрип, Градина, Ниш, бр. 2, 1992.
- ©ТРИП, савремени српски стрип, Градина, Ниш, бр. 1-2, 1993
- ©ТРИП 2, савремени српски алтернативни стрип, Градина, Ниш, бр. 4-5, 1995.
- Време за (с)трип: Р. З. Паја, Градина, Ниш, бр.10, 2005.
- Щрихи за творчески комикс-портрет на Методи Петров, Мост, Ниш, бр.142, 1996.
- Водич кроз 40 година Фестивала глумачких остварења у Нишу, заједно са Јованом Шурдиловићем и Дејаном Дабићем, НКЦ,  Ниш, 2005.
- Време за (с)трип: Р. З. Паја, Градина, Ниш, бр.10, 2005.
- Скице за портрет Ивице Стевановића, Градина, Ниш, бр.16, 2006.
- Сабрани стрипови Мета Петрова, КИЦ, Димитровград, 2008.
- Репринт издање стрипа Ћеле кула, НКЦ, Ниш, 2009.
- Култур џеминг, Градина, Ниш, бр. 33, 2009.
- Практични наратив видео-игара, Поља, Нови Сад, бр. 465, 2010.
- Време кино-клубова (заједно са Миодрагом Милошевићем), АФЦ ДК Студентски град, Београд, 2011.
- Од аматерског до алтернативног филма, Ју филм данас, Београд, бр.106-107, 2013.
- Окупација Летење позорнице у 26 фестивалских слика – Филмски сусрети за почетнике,  Градина, Ниш, бр.66 -67, 2015.
- Кинотека: Нишки биоскопи за два гроша, Градина, Ниш, бр.72-73, 2016.

## Сценарији
- Хогар Страшни, лутка-игроказ рађен према стрипу Дика Брауна, 1987.
- Ватромет над Тврђавом, документарни филм, продуцент: ДВПро – Београд, режија: Миомир Мики Стаменковић, 2005.
- Последњи Жилник, документарни филм, продуцент: ДАФ (Словенија), режија: Димитар Анакиев, 2007.
- Степски вук: Златан Дудов, дугометражни документарно-играни филм, 2008.

## Изабрани фељтони
- YU  стрип данас I – V, Графит, Ниш, јесен 1985.
- Век филма, Народне новине, Ниш, 20 – 28. 12. 1996.
- Први српски биоскоп, Вечерње новости, Београд, 24. 10 – 2. 11. 2006.
- Сусрети глумаца у Нишу, Вечерње новости, Београд, 19 – 23. 8. 2008.
- Пола века нишких Филмских сусрета, Политика, Београд, 22. 8 –  4. 9. 2015.

## Одабране критике
- Саша Радојевић, (Не)поуздана традиција, Борба, 12. 11. 1992, стр. 15.
- Бојан Јовановић, Рани радови Желимира  Жилника, Политика, 6. 2. 1993, стр. 22.
- Тугомир Костић, Повратак у биоскопску будућност, Јединство, 15. 12. 1994, стр. 9.
- Слободан Ивков, Време подземља, НИН, 12. 5. 1995, стр. 42.
- Илија Бакић, Трагови алтренативе, Ваљевска књижевна радионица, пролеће 1995, стр. 18.
- Данко Стојић, Крупни план, Александрија библиотека, лето 2000, стр 29.
- Марина Мирковић, У мрежи магичних сличица, Вечерње новости, додатак Култура, 4. 7. 2007, стр. VII
- Марко С. Стојановић, Сремац за 21. век, Градина, бр. 23, 2008, стр. 180.
- Дејан Огњановић,  Нишки готик између фикције и факата, Вечерње новости, додатак Култура, 2. 4. 2008, стр. III
- Маријана Мариншек  Николић, Културни џеминг – реклама која подрива, Политика, додатак Култура, уметност наука, 20. 3. 2010, стр. 6.
- Миодраг Новаковић, Ауторски пут у алтернативу, Књижевни лист, 2010, стр. 8.
- Марјан Миланов, Изабрани стрипови Мета Петрова: на тромеђи српског, бугарског и македонског стрипа, Градина,  бр. 64-65, 2015, стр. 308.